# 젊은 느티나무 (영화)
《젊은 느티나무》는 1968년 공개된 대한민국의 영화이다.

## 배역
- 신성일
- 문희
- 박암
- 주증녀
- 윤양하
- 안성기
- 김영옥
- 유하나
- 김주오
- 손전
- 신석호
- 유명희
- 고덕철
- 김홍규
- 김기주
- 박부영